# Ploča velikog sudije Gradeše
Ploča velikog sudije Gradeše ili Gradešina ploča (alt. Građeša, Gradješa; Gradiša) pronađena je u junu 1964. godine u selu Podbrežje oko 3 km sjeverozapadno od Zenice (FBiH, BiH). Smještena je u arheološkom odjelu Muzeja grada Zenice. Uz kamen otkopano je i nekoliko ljudskih kostiju, kamen sa žlijebom i poveća ploča. Proglašena je za nacionalni spomenik Bosne i Hercegovine.

## Istorija
Analizom je ustanovljeno da se radi o gornjoj polovini lijevog dovratka crkve mauzoleja sudije Gradeše i njegove žene, te da potiče sa kraja 12. vijeka. Gradeša je bio veliki sudija za vrijeme vladavine bana Kulina. To je novi podatak o ustrojstvu sudske vlasti u pomenutom periodu.

## Opis
Ploča je kamen u obliku stuba, čija visina iznosi 87 cm, širina 31 cm, a debljina 28 cm. Gornja baza stuba je ravna, što navodi na pomisao da je podupirala horizontalnu kamenu gredu — arhitrav u vratima.
Dvije strane stuba su otesane kao ravna ploha i nose natpise, a dvije su nešto nepravilnije. Čeona, ravna površina stuba u cjelosti je ispisana, dok je desna, bočna strana, ispisana samo u gornjem dijelu. Na čeonoj strani stuba majstor je ćirilička slova urezivao pod dosta oštrim uglom. Slova su različite visine i kreću se 15—35 mm u 17 redova. U donjem dijelu ispisane površine tekst je zbijeniji zbog loše isplaniranog prostora za pisanje. U tom prostoru, pored slova, naknadno su ugrebani i drugi znakovi kao što su grančice, grupe tačkica, zarezi. Iz glavnog natpisa se saznaju sljedeći relevantni istorijski podaci:
- da je u doba velikog bana Kulina, kako je intitulisan na spomeniku, postojala funkcija velikog suca koju je Gradeša obavljao; to je prvi pomen Gradeše kao istorijske ličnosti;
- da je Gradeša očigledno ktitor navedene porodične crkve (mauzoleja) i da je u njoj sahranjen;
- da je negdje u blizini mjesta nalaza postojala Crkva sv. Jurja (sv. Đurđa) iz tog perioda, dakle, s kraja 12. i početka 13. vijeka.

Natpis na drugoj strani zauzima prostor od 18 cm pri vrhu stuba. Na cijeloj površini ove strane poznaju se nekad napisana slova, a donji dio je naknadno preklesan. Očuvano je i djelimično čitljivo samo osam prvih redova. Slova su visoka 10—16 mm i plitko ugrebena oštrim predmetom. Tekst je dosta nečitljiv te je grupa autora ponudila fragmentarnu transkripciju. Ovaj natpis, i pored zajedničkih odlika sa prvim tekstom, razlikuje se u nekim detaljima u grafici i interpunkciji, pa se smatra da ga je pisala druga osoba, ali ne u velikom vremenskome razmaku. Vjerovatno se radi o prigodnom tekstu u vezi sa sahranom Gradeše i njegove žene. Dodatno se iz natpisa saznaje:
- da je Gradešina žena sahranjena pored muža;
- da je crkvu sagradio Draže Ohmučanin, jedan od prvih pomenutih srednjovjekovnih graditelja [prezime Ohmučanin je vjerovatno postalo po kraju iz kojeg potiče; u Zenici, pored nekada postojeće željezničke stanice (ne glavna nego kod pruge uz današnju ulicu Sarajevska), postojao je lokalitet pod imenom Odmut ili Ohmut (ždrijebe) — danas je Odmut gradsko naselje, urbana cjelina, kvart Zenice];
- da je natpis pisao pop, čije ime počinje sa sljedeća tri slova: „Pro...”.

## Ulica
Jedna ulica u Novoj Zenici (područje urbane Zenice)  nosi ime Velikog sudije Građeše (sa eponimnim imenom zapisanim sa đ).

## Literatura
- Šefik Bešlagić, Zdravko Kajmaković, Fikret Ibrahimpašić; Ćirilski natpis iz doba Kulina bana. Naše starine X, Zavod za zaštitu spomernika kulture SR BiH, Sarajevo, 1965, 203—208.
- Marko Vego, Zbornik srednjovjekovnih natpisa Bosne i Hercegovine IV, Zemaljski muzej Bosne i Hercegovine, Sarajevo, 1970.
- Marko Vego, Novi i revidirani srednjovjekovni natpisi iz Bosne. Naše starine XIV–XV, Zavod za zaštitu spomenika kulture SR BiH, Sarajevo, 1981, 39—64.

## Spoljašnje veze
- Slika i transkripcije teksta Gradešine ploče Архивирано на веб-сајту  (22. март 2020)